# Saracha villosa
Saracha villosa là loài thực vật có hoa trong họ Cà. Loài này được (Zucc.) G. Don miêu tả khoa học đầu tiên năm 1838.